# Volarova mapa
Volarova mapa je kolekcija grafika štampanih na osnovu 100 originalnih crteža Pabla Pikasa koje je on uradio između 13. septembra 1930. i marta 1937. godine. Mapa je nastala tako što Pikaso crteže specijalno radio za ovu mapu, na podsticaj Ambroaza Volara (Ambroise Vollard), velikog kolekcionara, Pikasovog bliskog prijatelja i velikog ljubitelja njegovih dela, koji ih je prretočio u kolekcije od po 100 slika štampanih u 250 primeraka.
Prva serija predstavljena je javnosti i puštena u prodaju sa Pikasovim potpisom tek 1950. godine (20 godina nakon što je Pikaso krenuo i izradu crteža). Naime iako je Piko većinu posla obavio u punom  kreativnim zanosu tokom proleća 1933. godine, trebalo mu je još sedam godina da dovrši projekat. Potom je majstoru grafike Rožeu Lakurijeru (Roger Lacourière) trebalo dve godine da dovrši štampanje 230 kompleta. Kako je u međuvremenu Volar iznenada poginuo u saobraćajnoj nesreći 1939, a ubrzo je izbio Drugi svetski rat, kompleti setova pojavlili su se na tržištu tek 1950-ih.

## Istorija
Kolekcija je nastala na inicijativu Ambroaza Volara, jednog od najvećih kolekcionara i mecene iz prve polovine 20. veka, stručnjaka sa vrhunskim osećajem da odabere najbolje od najboljeg i vešto radi sa umetnicima. Nakon što je objavio  dve Pikasove ilustrovane knjige Volard je, ohrabren uspehom tih projekata, 1930. godine  predložio Pikasu da od njegovih crteža, radirunga i ostalih tehnika, odaberu 100 komada koje će preneti u grafičke tehnike. Tako je nastala Vollard Suite, grupa od 100 grafika koja je postala Pikasova najslavnija serija.
Pikaso je počeo da stvara ove grafike 1933. godine, a 1937. godine dopunio je seriju sa tri Volardova portreta, kojim je Volard narcisoidno osigurao da svaki od njegovih umetnika stvori njegov portret.
Pablo Pikaso je za ovaj Volarov priojekt načinio oko 400 crteža, na osnovu kojih su urađene grafičke ploče, od kojih je Volar izabrao 97, i njima priključio i tri svoja portreta. Tako je nastral Volarova mapa Pikasovih dela od sto listova.
Mapa sa 100 grafika pojavila se 1938. godine u dva različita formata, jedan veliki (760 x 500 mm) na vellum papiru, koje je umetnik potpisao crvenom ili crnom olovkom i 50 kopija po ploči. Druga, manja verzija (445 x 340 mm) načinjena je  na postavljenom Montval papiru, sa vodenim žigom „Vollard” ili „Picasso”, a proizvedena je u 250 primeraka. Dok je mali format pronađen kao pojedinačni delovi, u različitim privatnim i javnim zbirkama, a samo neke od tih mapa, sačuvane su u celosti.
Volar je planirao da pored ove uradi još jednu mapu od 100 listova, ali ga je u tome sprečila pogibija u saobraćajnoj nesreći 1939. godine. Posle Volardove smrti prodavac štampe Anri Petije kupio je sa Volardovog imanja celokupno izdanje sa izuzetkom tri Volardova portreta, koji možda nisu bili dostavljeni Volardu u isto vreme kao i ostali, i, više slučajno nego namerno, nisu bili uključeni u Petietovu kupovinu. Potom je Petije ubedio Pikasa da počne da potpisuje crteže tokom 1950-ih, što je Pikaso radio sporadično dugi niz godina , verovatno do 1969. godine.
Složena istorija i način rada, raznovrsne teme i različite korišćene tehnike, kao što su grublji potezi, jetkanje, akvatinta, ispiranje u boji i drypoint, pa čak i njihove kombinacije, čine kolekciju specifičnom.
Imajuči u vidu disperziju pojedinačnih grafika po svetu i samo nekoliko kompletnih zbirki, Volarova mapa čini danas, jedno od najvažnijih istorijsko-umetničkih svedočanstava 20. veka.

## Opis kolekcije
Volarova mapa obuhvata 27 listova sa različitiim motivima (uključujućii i tri portreta Ambroaza Volara), i 73 lista podeljena u pet tematskih celina.  
1. „Ljubavna bitka ili silovanja” — koja se sastoji od pet ploča nastalih 1933. godine.
2. „Skulptorov atelje” — koju čini 46 ploča (40 nastalih između 20. marta i 5. maja 1933. i 6 između januara i marta 1934)
3. „Rembrant” — kolekciju čine 4 ploče nastala od 27 do 31. jula 1934.
4. „Minotaur” — kolekcija različitih kompozicija na 27 ploča.
5. „Slepi Minotaur” — ovu celinu čini 15 ploča nastalih 17—27. maja  i 22. avgusta—22. oktobra 1933.

Minotaura, kao mitološko stvorenje Pikaso je smatrao idealnom vezom čoveka i životinje i često ga je koristio kao svoj „alter ego”.
Nekoliko radova prikazuje i teme koje su u Pikasovom grafičkom stvaralaštvu čest lajtmotiv: borbe bikova, cirkuske teme, žene koje se oblače, scene silovanja.
Čitavu kolekciju, odlikuje primena neoklasičnih elementa i teme (kupači, žongleri i cirkuzanti, kupači), koje deluje kao koherentna celina, i bez delova koji se mogu posebno izdvojiti. Kako je Pikaso često govorio „da je slikarstvo samo drugi način vođenja dnevnika”, na prikazanim grafikama istovremeno su odslikavni; njegov trenutni ljubavni život, ali i dijalektika koja se menja između reda i nasilja, klasicizma i razočarenja, spokojstva i haosa, i sve to pod uticajem mediteranske kulture.
| „ | U trenutku kada je počeo da radi na grafikama, 1930, Pikaso je imao 49 godina i bio je u braku sa prvom suprugom, ruskom balerinom Olgom Koklovom (venčali su se 1918) sa kojom je imao sina Pola (rođen 1921), ali je već tri godine održavao i vanbračnu vezu sa tada 20-godišnjom Mari-Terez Valter. Kada je Mari-Terez zatrudnela, 1935, Pikaso se rastaje od Olge. Razvod se odlaže zbog problema sa nasledstvom. Pikaso piše da je to najgori period u njegovom životu. Petog oktobra dobio je drugo dete, ćerku Maju...U godini kada je nastala poslednja grafika iz Volarove mape, 1937, Pikaso je naslikao i čuvenu „Gerniku”. | ” |

## Vrednost kolekcije
Cena pojedinačnih listova od kojih su rađene mape grafika na tržištu je od 800 do 2.800 evra, u zavisnosti od motiva. Kompletirana mapa poslednji put je ponuđena na aukciji 2004. i tada je dostigla cenu od 240.000 evra. Nagađa se da je njena vrednost danas između 350.000 i 500.000 evra.

## Vlasnici kolekcije u svetu
Galerije i ustanove u kojima se nalazi kompletna kolekcija
- British Museum
- Colby College Museum of Art[6]
- Fundación MAPFRE, Madrid[7]
- Harry Ransom Center
- Hood Museum of Art, Hanover, New Hampshire[8]
- Modern Art Museum of Fort Worth[9]
- Museum Ludwig, Cologne[10]
- Museo de Arte Contemporáneo de Caracas (MACC)
- National Gallery of Australia
- National Gallery of Canada
- Philadelphia Museum of Art[11]

Vlasnici pojedinačnih grafika
- Eric Kandel[12]
- Galerija Kos, Slovenija (ova galerija do sada je otkupila 80 grafika).[5]

## Spoljašnje veze
- Two sprecial exhibitions: Picasso in Canada and Picasso: Man & Beast. The Vollard Suite of Prints. Winnipeg Art Galery, Manitoba (2017) Архивирано на веб-сајту  (1. август 2017)